# Charmbracelet
Charmbracelet je deváté studiové album americké zpěvačky Mariah Carey, které vyšlo v roce 2002. V prvním týdnu prodeje se ve Spojených státech dostala na třetí místo, kdy se jí prodalo 241,000 kopií. Singly z desky však nebyly příliš úspěšné, nejlepšího umístění se dočkala píseň Trough the Rain, která bodovala nejvýše na 81. místě prestižní hitparády Billboard Hot 100.

## Seznam písní
1. Through the Rain – 4:48
2. Boy (I Need You) – 5:14
3. The One – 4:08
4. Yours – 5:06
5. You Got Me (feat. Jay-Z & Freeway) – 3:41
6. I Only Wanted – 3:38
7. Clown – 3:17
8. My Saving Grace – 4:09
9. You Had Your Chance – 4:22
10. Lullaby – 4:56
11. Irresistible (Westside Connection) – 5:04
12. Subtle Invitation – 4:27
13. Bringin' On the Heartbreak – 4:34
14. Sunflowers for Alfred Roy – 2:59
15. Through the Rain (remix) – 3:34

## Umístění
| Hitparáda      | Umístění |
| -------------- | -------- |
| USA            | 3        |
| Japonsko       | 4        |
| Francie        | 12       |
| Velká Británie | 52       |
| Kanada         | 12       |
| Brazílie       | 15       |
| Itálie         | 22       |
| Švýcarsko      | 9        |